# باشگاه فوتبال ترانگ
باشگاه فوتبال ترانگ (به تایلندی: สโมสรฟุตบอลจังหวัดตรัง‌) یک باشگاه فوتبال واقع در ترانگ در کشور تایلند می‌باشد که در لیگ دسته دوم منطقه‌ای فوتبال تایلند بازی می‌کند.
این باشگاه در سال ۲۰۱۰ میلادی بنیان‌گذاری شده است.